# ONE PIECE 發條島的冒險
《ONE PIECE 發條島的冒險》是於2001年上映的第2部《ONE PIECE》電影版動畫。

## 劇情
草帽海賊團的海賊船前進梅利號在悠閒度假的大夥眼前被偷走了，後來他們在尋找船的途中遇到一對小偷兄弟，從他們口中打聽到小偷是現在統治著發條島的撲克牌海賊團，而小偷兄弟正好也要去偷取島上著名的「鑽石鐘」，雙方的目標一致，決定聯手攻進撲克牌海賊團的大本營，但可怕的頭目大熊王手中卻掌握著攸關整座發條島生死的巨大發條……
魯夫他們正在渡假，不料船忽然被海盜偷走，眾人連忙追趕，卻在海上遇到一對小偷兄弟布羅德和阿齊，從布羅德口中得知，船是被撲克兄弟偷走的，這時，撲克兄弟海盜團出現，竟將娜美搶走，眾人只好跟著布羅德，前往撲克兄弟的巢穴發條島奪回船和娜美，不料發條島上機關重重，撲克兄弟的頭目大熊王又厲害無比，眾人被俘陷入危機，他們能殺出重圍，奪回他們的船嗎…草帽海賊團來到港口採買，巧遇當地舉辦舞蹈嘉年華，不料海軍發現催眠師傑克斯，在一陣追捕中，魯夫等人竟然也遭到波及…

## 登場人物

### 原作人物
草帽海賊團
| 角色名稱        | 配音員   | 配音員 |
| 角色名稱        | 日本     | 臺灣   |
| --------------- | -------- | ------ |
| 蒙其·D·魯夫     | 田中真弓 | 錢欣郁 |
| 羅羅亞·索隆     | 中井和哉 | 宋克軍 |
| 娜美            | 岡村明美 | 許淑嬪 |
| 騙人布          | 山口勝平 | 符爽   |
| 賓什莫克·香吉士 | 平田廣明 | 孫中台 |

### 本作人物

#### 小偷兄弟
布羅德（Borodo）
聲優：堀内賢雄（日本）；符爽（台灣）
小偷兄弟中的哥哥，7年前在海上撿到還是小嬰兒的阿齊，並且將他撫養長大，偷走前進梅利號並想藉此利用魯夫他們去擊敗大熊王，但目的並不是想得到發條島上的「鑽石鐘」，而是想送阿齊回他自己的故鄉，左手為機械手臂。
阿齊（Akisu）
聲優：矢島晶子（日本）；許淑嬪（台灣）
小偷兄弟中的弟弟，非常崇拜哥哥布羅德，是個重視義理人情的少年，其實他本是發條島鎮長夫婦的孩子，7年前撲克牌海賊團佔領這座島時，雙親將剛出生沒多久的阿齊流放到海上，擅長修理機械。

#### 撲克海賊團
大熊王（Bear King）
聲優：玄田哲章（日本）；宋克軍（台灣）
撲克牌海賊團的船長。撲克5兄弟的帶頭者，外型與穿著打扮都像熊的壯碩男子，在撲克牌中代表的是王。懸賞金額：1,160萬貝里。超人系「硬梆梆果實」能力者，鋼鐵人，讓身體某些部份硬化並且呈高熱狀態。他的終極殺戮兵器「大王砲」不但沒有殺死魯夫，射出去的子彈還被魯夫反過來當成自創的招式「橡膠螺絲起子」自我毀滅。
- 特殊熾熱鑽孔：大熊王最強的招式，使身體呈高熱狀態攻撃。

小丑（Pin Joker）
聲優：田中秀幸（日本）；符爽（台灣）
撲克5兄弟中的一人，在撲克牌中代表的是鬼牌。懸賞金額：990萬貝里。使用武器為「rapier」（16及17世紀左右歐洲所使用的一種長劍），此外可以從身體裡射出大量的飛針。用詞能力很差（例：「井底之蛙沒見過世面」→「井底之蛙沒見過字面」）。曾是索隆的手下敗將，因此對索隆恨之入骨，後來在本劇後段被索隆以三刀流「鬼斬」再次擊敗。
- 飛針劍：從身體裡射出大量的飛針。

紅心皇后（Honey Queen）
聲優：林原惠（日本）；錢欣郁（台灣）
撲克5兄弟中的一人同時也是唯一的女性，在撲克牌中代表的是皇后。懸賞金額：780萬貝里。超人系「漿糊果實」能力者，漿糊人，可以讓身體變成液態，能鑽入任何細縫，產生大波浪。在本劇的後段因看到夥伴們一一被打敗而想趁亂逃走，被娜美騙進小瓶子裡關起來。
臭鼬（Skunk One）
聲優：青野武（日本）；宋克軍（台灣）
撲克5兄弟中的一人，在撲克牌中代表的是A。懸賞金額：600萬貝里。可以噴出惡臭的瓦斯讓人渾身無力，但自己卻很怕臭的東西。在本劇的後段被騙人布擊敗。
豬傑克（Boo Jack）
聲優：田之中勇（日本）；孫中台（台灣）
撲克5兄弟中的一人，在撲克牌中代表的是J。懸賞金額：320萬貝里。在本劇的後段被香吉士擊敗。
丹尼、唐尼、迪尼（鬣狗三人組）
聲優：稻田徹、菅沼久義、龍谷修武（日本）；林谷珍、符爽、宋克軍（台灣）
前作《黃金島大冒險》也有登場。

#### 發條島
阿齊的父母
聲優：鄉里大輔、島本須美（日本）；孫中台、許淑嬪（台灣）
島上的小孩子
聲優：島崎大、菊池玲、上野夕貴子（日本）

## 工作人員
- 原作：尾田榮一郎
- 監督：志水淳兒
- 脚本：橋本裕志
- 美術監督：芳野滿雄
- 人物設計・作畫監督：井上榮作
- 音樂：田中公平

## 音樂
「Believe」
作詞：谷穂ちろる；作曲・編曲：GROOVE SURFERS；歌：Folder5
「Ready!」
作詞：C.CLOSE；作曲・編曲：CROOVE SURFERS；歌：Folder5

## 傑克斯的狂歡舞會
附錄於本作的特別短篇動畫。故事描述魯夫一行人來到港口採買，巧遇當地舉辦舞蹈嘉年華，不料海軍發現催眠師傑克斯（聲優：高木涉（日本）；宋克軍（臺灣）），在一陣追捕中，魯夫等人竟然也遭到波及…